# 映画史
映画史（えいがし）は、映画がどのような経緯をもって誕生し、世界で発展してきたかという歴史である。

## 映画史

### 1890年代

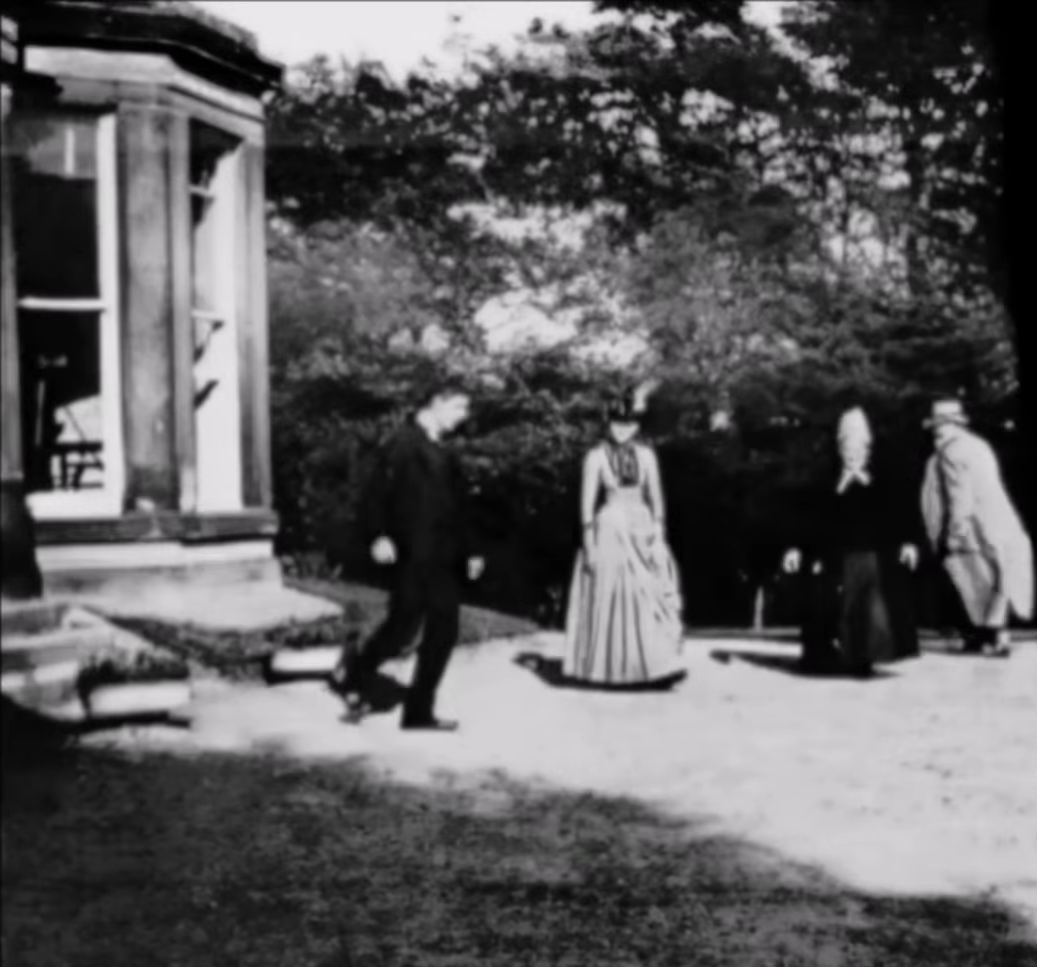
ギネスブックが認定した世界最古の実在する映画フィルム『ラウンドヘイの庭の場面』（1888年）の1カット。

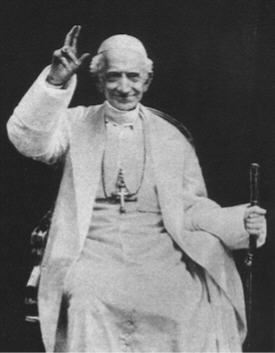
『スア・サンティータ・パーパ・レオーネ XIII』でのレオ13世

映画につながる技術は19世紀後半から、フランスのマレー、アメリカのマイブリッジ、ドイツのアンシュッツなど、多くの人々によって研究されてきた。それらの研究は全て、19世紀前半に完成された写真技術を、現実の運動の記録と再現に応用しようとしたものである。
これらの人々の積み重ねを経て、1893年、アメリカのトーマス・エジソンが自動映像販売機（映写機）キネトスコープを一般公開。さらに、フランスのリュミエール兄弟がシネマトグラフ・リュミエールという、現在のカメラや映写機と基本的な機構がほぼ同じ複合機（カメラ＋映写機＋プリンター）を開発し、1895年3月にパリで開催された科学振興会で公開。同年12月28日にパリのグラン・カフェと言う名称のカフェ（現ホテル・スクリーブ・パリ）で有料の試写会を開いた。
他にフランス人のルイ・ル・プランスも同時期に映写装置を開発していた。しかし、透明で柔軟性に富むフィルム材料が手に入らず一時、頓挫していた。
エジソンが開発したのは箱を覗き込むと、その中に動画をみることができるというもの。リュミエール兄弟が開発したのは、その仕組みを箱から、スクリーンへと投射するものへと改良し、一度により多くの人が動画を観賞することができるようにしたもの。現在の映画の形態を考慮すると、リュミエール兄弟の最初の映画の公開をもって映画の起源とする方が有力な説となる。
リュミエール兄弟らが公開した世界最初の映画群は、駅のプラットホームに蒸気機関車がやってくる情景をワンショットで撮したもの（『ラ・シオタ駅への列車の到着』）や、自分が経営する工場から仕事を終えた従業員達が出てくる姿を映したもの（『工場の出口』）など、計12作品。いずれも上映時間数分のショートフィルムだった。初めて映画を見る観客は「列車の到着」を見て、画面内で迫ってくる列車を恐れて観客席から飛び退いたという逸話も残っている。これらの映画の多くは単なる情景描写に過ぎなかったが、やがて筋書きを含む演出の作品が作られるようになった。例えば『水をかけられた散水夫』という作品は、散水夫がホースで水を撒いていると、一人の少年がホースの根元を踏んで水が出なくなり、散水夫がホースを覗き込むと少年が足を離して散水夫がずぶぬれになり、散水夫は少年を追いかけ折檻するという筋書きで、数分の動画の中に筋書きと笑いの要素を含んでおり、コメディ映画の発端のひとつとなった。
またこの頃は著作権に関する意識が無く、フランス以外でもイギリスなどで同じような『散水夫』の模倣作品が数通り作られている。
なお、最初の作品はリュミエール兄弟が経営していた工場から従業員が出てくるシーンを捉えた『工場の出口』で、リュミエール兄弟は1894年末頃に撮影したとしているが詳細は不明。また、この作品はグラン・カフェで上映された12本のうちの1本とは別なバージョン（『工場の出口』は4つのバージョンがある）。
初期の映画は、画像のみで音声のないサイレント映画と呼ばれるもので、これは1920年代末期にトーキー映画が登場して普及するまで続いた。シネマトグラフの投影機はけたたましい騒音をもたらし、映画には音声がなかった。これを紛らわすため、ピアノや足踏みオルガンの演奏による音楽の伴奏とともに上映する形式が普及した。現在においてサイレント映画にフォックストロットやケークウォークのような当時流行したピアノのダンス音楽がつくことが多いのは、そのような理由によるものである。また後年名だたる作曲家や指揮者になったクラシック音楽家は、若い頃にサイレント時代の映画館のピアノ伴奏のアルバイトをしていたという人も多い。
1895年、アメリカのアルフレッド・クラークによって発表された『メアリー女王の処刑』は世界初のホラー映画として名を挙げられる。メアリーが処刑台の上に首を置き、処刑人が斧を振り下ろそうとするところでカメラを止め、メアリーの人形に置き換えられてから撮影を再開する「ストップ・トリック」（中止め、置き換えなどとも言う）という技法を用いており、映画史上初めてトリック撮影が行われた作品と言われる。
日本初の映画は1896年11月、神戸の花隈の神港倶楽部にて世界初のエジソンが発明した映写機「キネトスコープ」により一般公開されたもので、1896年12月には大阪市でエジソン社製映写機「ヴァイタスコープ」による試写が行われ、1897年1～2月に京都市で開かれたシネマトグラフによる上映会の記録があるという。
初期の映画は日本では別名「活動写真」とも呼ばれ、映画館は「活動小屋」とも呼ばれた。日本独自の上映手法として、上映中の場面に合わせて解説を行う「活動弁士」と呼ばれる人が活躍していた。
日本で最初の“活動写真”製作は、フランス製ゴーモンカメラにより、浅野四郎らが失敗を重ねた末、2年がかりで「浅草仲見世」「芸妓手踊」など実写11本を作り、1899年（明治32年）7月20日から東京歌舞伎座で公開。俳優を使った劇映画は同年関東各地を荒らしたピストル強盗逮捕を横山運平主演で柴田常吉が撮影した「稲妻強盗/清水定吉」で、同年9月に撮影、公開。
1898年、世界初のクリスマス映画『サンタクロース（英語: Santa Claus）』が発表される。史上初めて、異なった場所で起きた出来事を編集で関連性があるように見せる技法のパラレル・アクションを取り入れ、多重露光と呼ばれる方法で撮影された映画である。

### 1900年代
1902年に、世界で初めて物語構成を持ち、複数のシーンで構成された映画『月世界旅行』がフランスで制作される。監督は元マジシャンで、世界で最初の職業映画作家でもあるジョルジュ・メリエス。この作品は、世界初のSF映画であり、VFX映画である。
翌年の1903年にアメリカでも、エドウィン・ポーター監督による物語性のある作品『大列車強盗』が制作・公開される。世界初の西部劇であり、この作品において、初めてクロスカッティングが用いられた。
1906年にジェームズ・スチュアート・ブラックトン監督による『愉快な百面相』が制作される。実写ではなく絵画表現を用いた世界初のアニメ映画とされる。
この頃の映画の著作権は存在が曖昧であったが、1908年、パリの裁判所が映画にも著作権保護法の適用を認めた。

### 1910年代
メジャーになりつつあった映画制作会社からの制約や支配を嫌い、またニッケルオデオンで消費されるだけのショートフィルムに飽きたらずに新しい表現を求めた若い映画人達が西海岸に移住し、映画都市・ハリウッドが形成され始める。
アメリカの映画監督であるD・W・グリフィスが、『國民の創生』（1915年）、『イントレランス』（1916年）、『散り行く花』（1919年）等により、クローズアップやクレーンショット、カットバック、フラッシュバック、パン等の様々な映画技法（映画文法とも呼ばれる）を本格的に使用し、今日的な意味における映画の原型を完成させる。このことによりグリフィスは後に「映画の父」と呼ばれるようになる。また、『國民の創生』は当時の映画興行収入1位を記録した。グリフィスの下から独立したマック・セネットは、1912年にキーストン・スタジオを設立して多様なアイディアを盛り込んだスラップスティック・コメディを量産するとともに、多くの人材を輩出した。
政治権力は映画の持つ影響力に目を付け、プロパガンダの手段として使うようにもなった。第一次世界大戦においてはアメリカやドイツでプロパガンダ作品が制作された。ヴァイマル共和政下のドイツは複数の映画会社が合併して国策撮影所であるウーファ（UFA）が設営された。
1910年代-1920年代、アメリカやヨーロッパでは『ファントマ』シリーズや『吸血ギャング団』シリーズ（いずれもフランス）などの連続活劇が流行している。
1917年、長野県松本市、岡山県岡山市において、児童の活動写真観覧を禁止する措置。

### 1920年代
1920年代には、チャールズ・チャップリン、バスター・キートン、ハロルド・ロイドといったコメディ俳優が台頭し、「世界の三大喜劇王」と称される。
1920年、ソ連において世界初の国立映画学校が創設され、クレショフがその教授として招聘された。クレショフは同校においてクレショフ映画実験工房（一般的にはクレショフ工房と略称で呼ばれる）なるワークショップを運営し、モンタージュ理論を打ち立てると共に、その実験を行った。
同年、ロベルト・ヴィーネ監督による『カリガリ博士』が公開される。本作はフィルム・ノワール、およびホラー映画、シュルレアリスムにも影響を与えた重要な作品として位置づけられることが多い。またドイツにおいて第一次世界大戦前に始まり1920年代に最盛となった、客観的表現を排して内面の主観的な表現に主眼をおくことを特徴とした芸術運動「ドイツ表現主義」の代表的な作品であり、映画としては最も古く、最も影響力があり、なおかつ、芸術的に評価の高い映像作品とされる。他にも『メトロポリス』や『M』のフリッツ・ラングや、『吸血鬼ノスフェラトゥ』のF・W・ムルナウ等が活躍した。
1921年、ドイツでハンス・リヒターにより、ダダイスムの一表現として幾何学模様の変容を映した『絶対映画』というアニメーション映画が作られる。遅れて1927年、マルセル・デュシャンによってフランスでも幾何学模様の変容（デュシャン作品は円盤の回転）による『純粋映画』が試みられた。ダダイスムのグループは実写による筋書き（ただし一貫性のある物語ではない）を持つ映画『幕間』も作っており、こちらはデュシャン本人をはじめエリック・サティなどが出演している。上映用の付随音楽はサティによって作曲され、これがサティの遺作となった。
1922年、世界初のドキュメンタリー映画とされる『極北のナヌーク』が公開される。カナダ北部で暮らすイヌイットの文化・習俗を収めた作品で、映画というものが記録・啓蒙にきわめて大きな役割を果たしうると考えていたイギリスの映画プロデューサージョン・グリアソン(en) が、その批評の中で「ドキュメンタリー」という言葉を初めて用いたことが始まり。
1925年、クレショフ工房の生徒であったセルゲイ・エイゼンシュテインはモンタージュ理論に基づき『戦艦ポチョムキン』を制作。エイゼンシュテインと共にクレショフ工房の出身者であったフセヴォロド・プドフキンやボリス・バルネット、ジガ・ヴェルトフなどはモンタージュ理論を元にした作品を製作し、ロシア・アヴァンギャルドにおける代表的映画監督となる。
1927年に『メトロポリス』が公開され、以降多数のSF作品に多大な影響を与え、世界初のSF映画とされる『月世界旅行』が示した「映画におけるサイエンス・フィクション」の可能性を飛躍的に向上させたSF映画黎明期の傑作とされている。また、前年の1925年に製作された『戦艦ポチョムキン』と並んで、当時の資本主義と共産主義の対立を描いた作品でもある。
1927年、アメリカで世界初のトーキー映画『ジャズ・シンガー』（アラン・クロスランド監督）公開。映画全編を通してのトーキーではなく、部分的なトーキー（パートトーキー）であったが、本作をきっかけにトーキーは世界的に受け入れられ、急速に普及した。もっともアメリカのチャールズ・チャップリン、ロシアのエイゼンシュタインといった映画製作者、映画伴奏の楽士や日本特有の映画職業であった活動弁士を生業とする人々など、熟成の期にあったサイレント映画に固執した人々も多く、本格的にトーキー映画の芸術性が認められたのは30年代に入ってよりの事である。
1928年、ディズニー制作の短編アニメーション作品『蒸気船ウィリー』が公開。一般的に、この作品がミッキーマウスとミニーマウスのデビュー作とされ、世界で初めてサウンドトラック方式を採用した映画と言われている。
同年、長編映画として世界初のオール・トーキー映画『紐育の灯』が公開。
1929年、アメリカでアカデミー賞が始まる。初年度作品賞はウィリアム・A・ウェルマンの『つばさ』。なお、初年度についてのみ作品賞は二作品が選ばれており、もう一つの作品であるF・W・ムルナウの『サンライズ』には芸術作品賞という名目で賞が与えられている。
1920年代から1930年代にかけて、ジャック・フェデー、ルネ・クレール、ジュリアン・デュヴィヴィエ、マルセル・カルネらのフランスの作家が登場して商業的な成功を収め、フランス映画の黄金時代を形成する。後にこれらの作家・作品は、映画批評家のジョルジュ・サドゥール（Georges Sadoul）によって「詩的リアリズム」と定義された。特定のジャンルといえるほど明確ではないが、大型セットにおけるスタジオ撮影を基本とし、遠近などに関して誇張を行なう場合が多く、そのため画面上におけるパースペクティブに歪みを生じさせることが多い。
1929年、アヴァンギャルド映画の原点、シュルレアリスムの最高傑作と評される実験映画『アンダルシアの犬』が公開。
同年、ソビエト連邦のドキュメンタリー映画『これがロシヤだ』（現邦題：カメラを持った男）が公開。多重露光、低速度撮影、スローモーション、フリーズフレーム、マッチカット、ジャンプカット、分割スクリーン、ダッチアングル、超接写、トラッキングショット、逆回転、ストップモーション・アニメーションおよびSelf-reflexive（映画制作の過程自体を題材とすること）など、当時としては画期的な最先端の特殊撮影技法を用いている。

### 1930年代

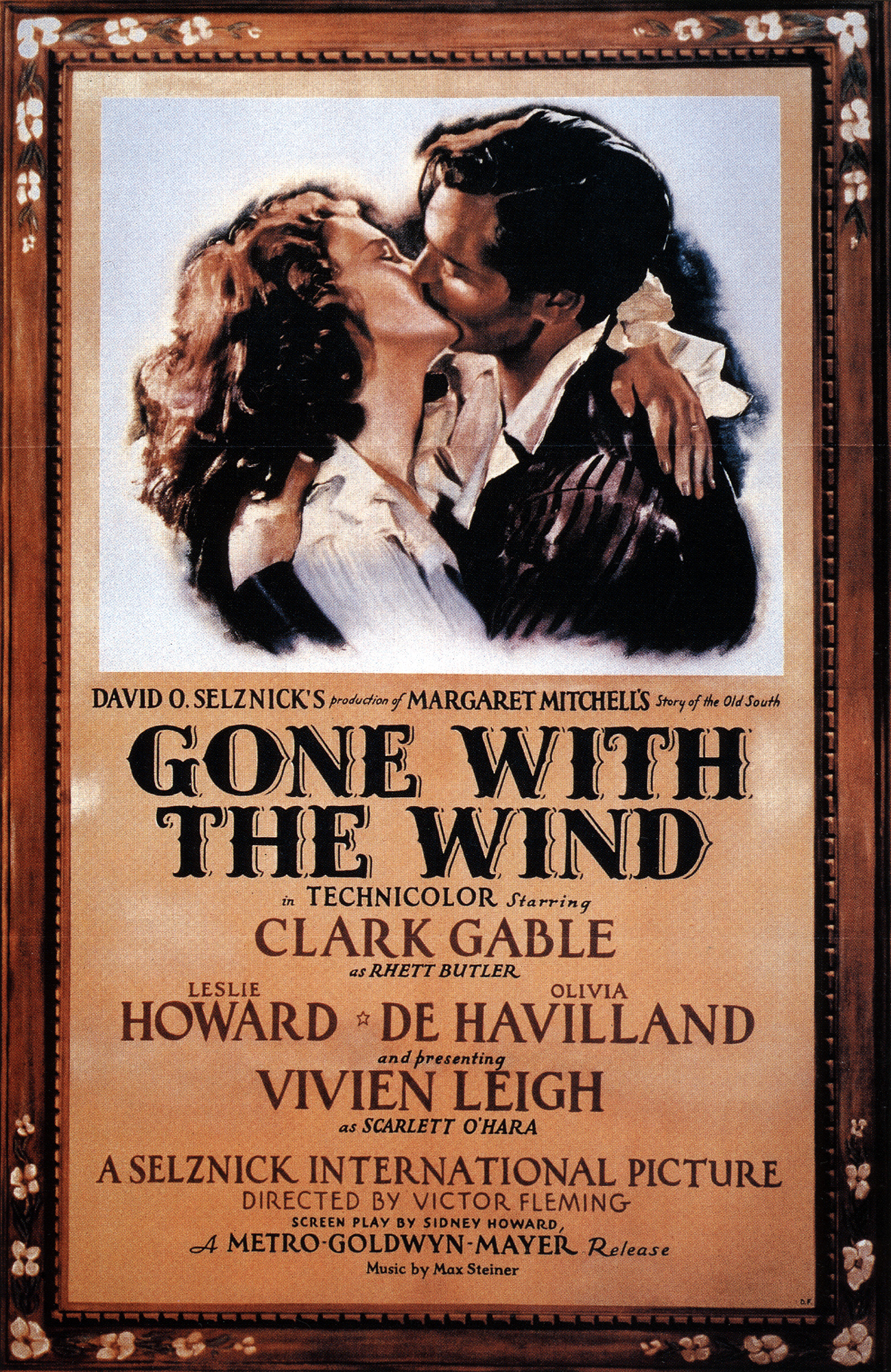
風と共に去りぬ（1939年）

#### ハリウッド黄金期
第二次世界大戦の影響を受け、フリッツ・ラング（ドイツ）やジャン・ルノワール(フランス)等の多くの映画人がアメリカに亡命する。亡命ではなく招聘されてあるいは自ら望んでアメリカに行ったマックス・オフュルスやエルンスト・ルビッチ（ドイツ）、ルネ・クレール（フランス）などの作家も含めると、1930年代から1940年代にかけてのアメリカには著名な多くの映画作家が世界中から集まっていた。
スタジオ・システムにより、映画製作本数も年間400本を超え、質量共にアメリカは世界の映画界の頂点にあった。このことにより、1930年代～1940年代は「ハリウッド黄金期」と呼ばれている。 なお、1940年代の終わりにスタジオ・システムは独占禁止法と、テレビの登場によって崩壊した。
また世界的な不況の中、トーキーの時代が本格的に到来し、音楽や効果音が生かせることからミュージカル映画やギャング映画が映画の主流となる。アメリカでは宗教保守派などから、映画や漫画が若年者や犯罪者に与える影響を憂慮する声が高まり、1934年にはヘイズ・コードと呼ばれる暴力やセックス、社会に対する描写を制約する映画製作倫理規定が作られた。過激な暴力シーンや性的シーンは以後影を潜め、1960年代後半に撤廃されるまでハリウッド映画を縛ることになる。
1932年、イタリアでヴェネツィア国際映画祭が始まる。
同年、世界初の群像劇映画『グランド・ホテル』が公開。さまざまな人物が1つの舞台に集いあい、それぞれの人生模様が同時進行で繰り広げられていくという、当時としては斬新なストーリー展開が大ヒットを呼び、この手法は後に「グランドホテル方式」と名付けられる。その物語構成が高い評価を受け、第5回アカデミー賞 では作品賞を受賞。作品賞だけにノミネートされ、作品賞だけを受賞した史上唯一の映画となった。
1933年、『キング・コング』が公開。ストップモーション・アニメーション、マットペイント、リア・プロジェクション・エフェクト、ミニチュア撮影などデジタル時代以前の特殊効果が数多く使用された画期的な映画として知られている。
1934年公開のフランク・キャプラの『或る夜の出来事』を皮切りに、アメリカでスクリューボール・コメディが流行。また、『或る夜の出来事』は、第7回アカデミー賞にて主要5部門でノミネートされ、史上初の5部門とも受賞した（作品賞、監督賞、主演男優賞、主演女優賞、脚色賞）。この5部門を全て制することは、1975年の『カッコーの巣の上で』が成し遂げるまで出ないほどの大記録であった。
1935年、世界初のカラー映画ルーベン・マムーリアンの『虚栄の市』が公開。テクニカラーによる。
同年、ジャン・ルノワール監督の『トニ』が公開。徹底したリアリズムで描く本作の影響を受け、1930年代の末から1940年代にかけて、イタリアでネオレアリズモ運動が起こる。中心的な作家は、ルノワールの助監督を勤めていたルキノ・ヴィスコンティやロベルト・ロッセリーニ等。
1937年、ディズニー制作の長編映画第1作目であり、世界初のカラー長編アニメーション映画となる『白雪姫』が公開。ロトスコープや、マルチプレーン・カメラの使用など、当時としては珍しいアニメーション技術を使用。桁外れの大ヒットを記録し、現在でもアニメ史に残る傑作として知られる。
1939年、ヴィクター・フレミング監督の『オズの魔法使』と『風と共に去りぬ』が公開。ジュディ・ガーランド主演のミュージカル映画である『オズの魔法使』は、当時一般的であったモノクロフィルムと、まだ極めて珍しかったカラーフィルムの両方で撮影され、その映像演出は高い評価を受けた。商業的には成功とは言えなかったものの、全時代を通じて史上最も多く鑑賞され、愛された映画だと考えられている。
一方で『風と共に去りぬ』は、400万ドル前後の製作費をかけて、当時としては画期的な長編テクニカラー映画であったことも手伝って、空前の世界的大ヒットとなった。世界観客動員数歴代最多の２０億人を記録している。

### 1940年代

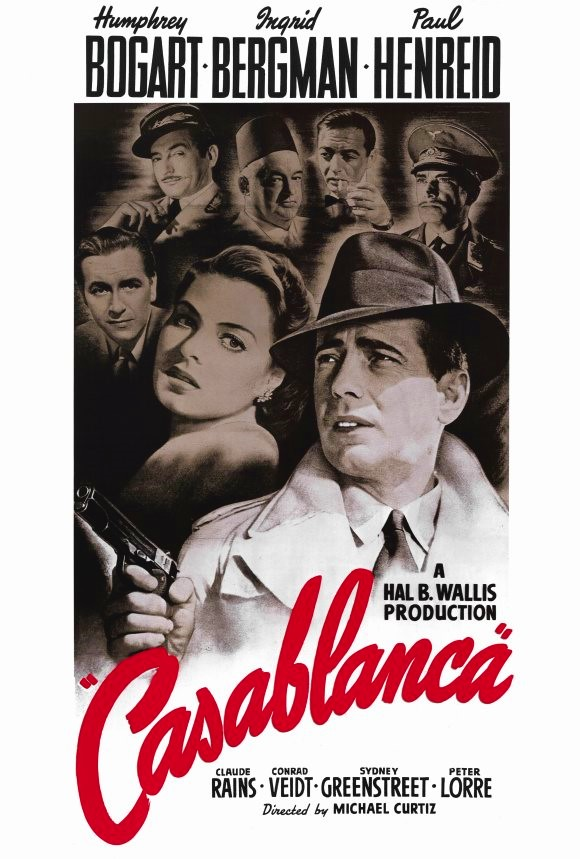
カサブランカ（1942年）

1940年、ディズニー製作のアニメーション映画『ファンタジア』が公開。ステレオ効果が利用された最初の映画で、なおかつサラウンドの原型ともいえるステレオ再生方式が世界で初めて一般的に導入され、実用化された。音響技術において非常に重要な歴史的映画となった。
同年にはアドルフ・ヒトラーやファシズムを風刺したチャップリン初のトーキー映画である『独裁者』が公開され、大ヒットを記録した。ラストシーンでのチャップリンの6分にも渡る演説シーンは「世紀の6分間」と言われ、映画史上に残るシーンとして評価されている。
1941年から参戦した第二次世界大戦中には、『ミニヴァー夫人』や『カサブランカ』『ヤンキー・ドゥードゥル・ダンディ』などの戦意高揚を目的とした、愛国的な映画や、戦争プロパガンダ作品が多く製作された。
また、同年にはオーソン・ウェルズの監督デビュー作『市民ケーン』が公開。主人公が新聞王ウィリアム・ランドルフ・ハーストをモデルにしていたことから、上映妨害運動が展開され、興行的には失敗したが、パン・フォーカス、長回し、ローアングルなどの多彩な映像表現などにより、年々評価が高まった結果、現在では映画史上最高傑作として映画誌や批評家らによるランキングで常に上位にランクインしている。
1940年代から1950年代後半にかけて、ジョン・ヒューストン監督の『マルタの鷹』(1941年)を皮切りに、後にフィルム・ノワールと呼ばれる犯罪映画がさかんに作られる。代表作にはビリー・ワイルダー『深夜の告白』（1944年）や、ジャック・ターナー『過去を逃れて』(1947年)などがある。フィルム・ノワールの語は、第二次大戦前後のアメリカ映画を分析したフランスの批評家によって命名され、アメリカでは70年代頃に一般化した。
1946年、フランスで「カンヌ国際映画祭」が始まる。
同年、『我等の生涯の最良の年』が公開。第19回アカデミー賞において作品賞をはじめ、当時のアカデミー賞最多記録（アービング・G・タルバーグ賞を含めた場合） となる9部門の受賞に輝いた。興行成績においても、トーキー時代以降の映画として『風と共に去りぬ』以来という大ヒットを記録している。

### 1950年代

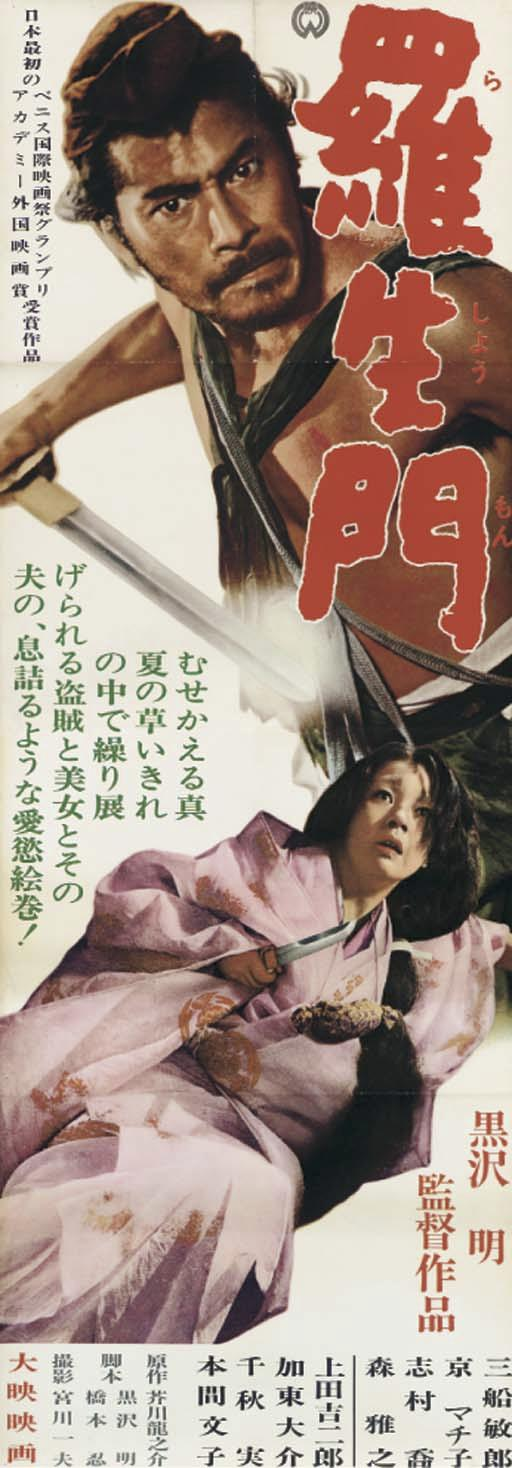
羅生門 (1950年の映画)。日本映画として初めてヴェネツィア国際映画祭金獅子賞とアカデミー賞名誉賞

1950年、『羅生門』が公開。日本映画として初めてヴェネツィア国際映画祭金獅子賞とアカデミー賞名誉賞 を受賞し、黒澤明や日本映画が世界で認知・評価されるきっかけとなった。また同じ出来事を複数の登場人物の視点から描く手法は、本作により映画の物語手法の1つとなり、国内外の映画で何度も用いられた。海外では羅生門効果などの学術用語も成立した。撮影担当の宮川一夫による、光と影の強いコントラストによる映像美や、太陽に直接カメラを向けるという当時タブーだった手法などの斬新な撮影テクニックも高く評価された。
1951年、ドイツでベルリン国際映画祭が始まる。
1953年、テレビが新しい娯楽として広まったものの、『巴里のアメリカ人』や 『雨に唄えば』といった ミュージカル映画を中心とした大掛かりなセットを駆使し大量のスターを起用した娯楽大作の全盛期が続いた。一方で、『スタア誕生』、『喝采』、『オクラホマ!』など、ストーリー性を重視したミュージカルが50年代半ばに誕生し、現在まで続くミュージカル映画の原型を造った。
赤狩り（レッドパージ）の影響により多くのアメリカの映画人が追放の憂き目に遭う。実際に共産主義活動に関与したことがあるジョゼフ・ロージーやニコラス・レイ、ダルトン・トランボ等は米国議会の公聴会における証言を拒否して亡命や映画界からの排除を余儀なくされた。しかし中にはエリア・カザンのように移民の係累であるが故に証言を拒否することができず、やむなく証言し結果的にかつての仲間達を売らざるを得ない者もいた。70年代以降に彼らの多くは名誉回復し映画界への復帰を果たしたが、ロージーはかつての盟友であるエリア・カザンの再三に渡る帰国の呼びかけにも応じることなく、亡命先のイギリスで客死した。
テレビの普及による観客動員数の減少に頭を悩ませたアメリカ映画界は、テレビでは実現できない内容を目指し、画面サイズの拡大（シネラマ）や立体映画、大作主義に手を伸ばし始め、1954年の『ダイヤルMを廻せ!』がヒットすると最初の3D映画ブームが巻き起こった。また、大作主義は一時のハリウッドを席巻したが、そのことは映画監督を始めとする製作陣に精神的・肉体的な疲弊を呼び起こすと共に、制作本数の減少による新人監督のデビューの機会を奪い取ることになってしまった。
1930年代から反トラスト法（独占禁止法）に問われていた、メジャー映画制作会社の配給、興行の統括による劇場の系列化に関して最高裁判所で違法の判決が下され、メジャー各社は制作と興行との分離を強いられることになった。
赤狩りにより才能ある作家達の多くを一時的に失い、大作主義により残った作家達を疲弊させ新しい作家の登場の機会を阻み、さらには独禁法により安定的な興行システム(経営基盤)を奪われたハリウッドは、結果的に黄金時代の終焉を迎えることとなってしまった。
赤狩りは作品の内容にも大きな影響を与え、アメリカ国内ではなく、ヨーロッパやアフリカで撮影する場合も多くなり、『ローマの休日』や『ベン・ハー』はその代表的な作品である。なお『ベン・ハー』は、同年アカデミー賞で史上最多11部門の受賞を記録した。
1954年、日本で『ゴジラ』が公開。東宝が製作した日本初の本格的怪獣映画であり、本作のヒット以降、特撮映画が日本映画の人気ジャンルとして定着する。
1956年を境に、イギリスでフリー・シネマと呼ばれるドキュメンタリー・フィルムの映画運動が起こる。このフリー・シネマは、1950年代後期から1960年代初頭にイギリス・ニュー・ウェイヴと呼ばれる「イギリスの若手監督集団」、および「インディペンデント映画会社」に多大なる影響を与えることとなる。このイギリス・ニュー・ウェイヴは、イギリス映画の伝統であるドキュメンタリーとリアリズムの潮流における重要な段階としてみなされている。
1958年、アルフレッド・ヒッチコック監督の『めまい』が公開。近年ではヒッチコック作品の中でもトップクラスの傑作との評価されており、中でもズームレンズを用い、ズームアウトしながらカメラを被写体へ近づけることで、被写体のサイズが変わらずに背景だけが望遠から広角に変化してゆく「めまいショット」（一般にはドリーズームと呼ばれる）が、この作品以後、数え切れないほどの映画やCM、テレビドラマで引用されるようになった。

### 1960年代

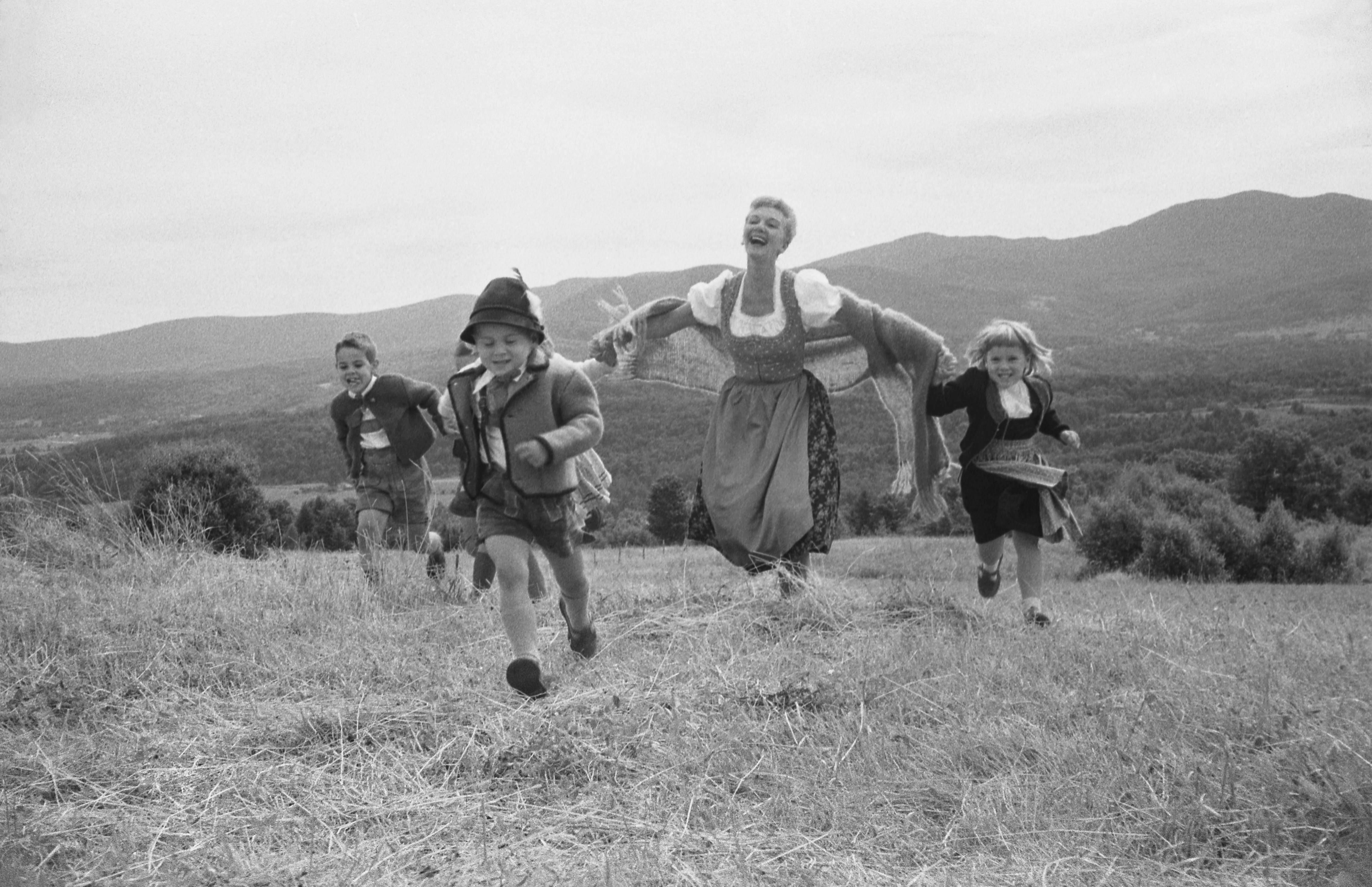
サウンド・オブ・ミュージック （1965）

1950年代末期から1960年代初頭にかけて、フランスでヌーヴェルヴァーグと呼ばれる映画運動が起こる。それは端的に言えば、結末のない物語や、その場の偶然を生かした即興演出などで、従来の映画の定石を打ち破ろうとする試みであった。1959年5月には、フランソワ・トリュフォーの『大人は判ってくれない』がカンヌ国際映画祭で上映され、監督賞と国際カトリック映画事務局賞を受賞。7月には、クロード・シャブロルの『いとこ同志』がベルリン国際映画祭で金熊賞を受賞し、ヌーヴェルヴァーグの名は一挙に広まった。
そんなヌーヴェルヴァーグの評価を確固たるものにしたのが、アナーキストとアナーキズムを主題としたジャン＝リュック・ゴダール監督の『勝手にしやがれ』（1960年）であった。本作はジャンプカットという革新的な技法を定着させ、手持ちカメラでのロケ撮影や高感度フィルムの利用など、これまでの映画の既成概念をひっくり返すことに成功した。
同時期にアメリカでは、テレビに対抗意識を燃やしたハリウッド企業の巨大資本化、超大作志向が続く一方で、ヌーヴェルヴァーグに触発されたインデペンデント系の映画が急速に芽を出し始め、ジョナス・メカス等によるアメリカン・アヴァンギャルドと呼ばれる運動が起こる。
また同年にはサスペンス映画の金字塔『サイコ』や、『血を吸うカメラ』などのサイコロジカルホラー映画が公開。ジャッロと呼ばれるイタリア産の推理サスペンス映画の発展も重なり、スラッシャー映画というジャンルが黄金期を迎えることとなる。またこの2本は、異常殺人というモチーフの重なりや、その主題へのアプローチの差異などで、しばしば比較されるようになる。
1961年に日本において芸術系映画の配給を目的として日本アート・シアター・ギルド（ATG）が設立される。イェジー・カヴァレロヴィチの『尼僧ヨアンナ』を皮切りに当初は海外作品の配給が主体だったが、1960年代後半には独立系の制作会社の作品に対する出資を行うようになった。松竹を退社した大島渚等松竹ヌーヴェルヴァーグの面々を始めとする数多くの作家達がATGの出資により作品を手がけ、数多くの名作・傑作・話題作・問題作を世に送り出した。
1965年、ミュージカル映画『サウンド・オブ・ミュージック』が大ヒットし、当時の世界興行収入を塗り替える。
1968年、『猿の惑星』と『2001年宇宙の旅』の二作品のヒットによりSF映画に注目が集まり、後のスターウォーズブームへと繋がることとなった。
また、スタンリー・キューブリック監督は、SF三部作と呼ばれる『博士の異常な愛情』（1964年）、『2001年宇宙の旅』（1968年）、『時計じかけのオレンジ』（1971年）を作り、これらの成功で、世界中の批評家から映画作家としての優れた才能を認知された。
これまでのハリウッド黄金期は、観客に夢と希望を与えることに主眼が置かれ、ハッピーエンドが多くを占めていた。しかし、スタジオ・システムの崩壊や、赤狩りの傷が深かったこともあり、ハリウッドは製作本数も産業としての規模も低迷。1960年代は、まだジャーナリズムの熱意が高かったことも相まって、ベトナム戦争の実態を目の当たりにした若者層のヒッピー化、反体制化が見られた。1960年代後半から1970年代半ばにかけて、このようなベトナム反戦ムーブメントや公民権運動を端を発した、当時の若者の世相を投影する作品群「アメリカン・ニューシネマ」が大流行する。代表作品には『俺たちに明日はない』（1967年）『卒業』（1967年）『イージー・ライダー』（1969年）『真夜中のカーボーイ』（1969年）などがある。

### 1970年代

スター・ウォーズ エピソード4/新たなる希望（1977年）

1960年代の末から登場したドイツの作家達が、ニュー・ジャーマン・シネマとしてもて囃される。ストローブ＝ユイレ、フォルカー・シュレンドルフ、ヴェルナー・ヘルツォーク、ヴィム・ヴェンダース、ライナー・ヴェルナー・ファスビンダー等がこれに相当するのだが、ヌーヴェルヴァーグのように作風における共通点があったり、共同活動などを行ったものではなく、同時期に登場した同世代の作家達に対して付けられた総称だった。
1968年の『ローズマリーの赤ちゃん』を起源として、1974年にウィリアム・フリードキン監督による『エクソシスト』が爆発的にヒットする。それを皮切りに、『キャリー』や『オーメン』(ともに1976年)、『サスペリア』(1977年)といったオカルト映画ブームが始まった。
時を同じくして、アメリカ・ハリウッドでパニック大作ブームが巻き起こる。1972年の『ポセイドン・アドベンチャー』を皮切りとし、1974年公開の20世紀フォックスとワーナー・ブラザースとの合作『タワーリング・インフェルノ』を頂点とするこのブームは、その商業的な大成功により凋落していたハリウッドの自信を回復させると共に、この後に続く新たなハリウッド映画の基本を形作るものとなった。1950年代の大作主義においては飽くまでも物語や人間ドラマに主眼が置かれており、豪華なセットやスター俳優の多用はこれらを効果的に表現するための手段だった。しかし、パニック大作においては派手な特殊効果や特異性を感じさせる映像表現すなわち観客の目を引く要素に主体が移っており、細部の肥大化や物語と画面表現との分離など今日におけるまで続いているハリウッド映画の特徴を形成している。
1971年、『時計じかけのオレンジ』が公開。前述の通り、キューブリックのSF三部作のひとつで、暴力的表現が多く、その過激さが議論を呼んだ。しかし大ヒットを記録したことで、『俺たちに明日はない』(1967年)『ワイルドバンチ』(1969年)『ダーティハリー』『わらの犬』(ともに1971年)等とともに映画における暴力的表現の規制緩和に一定の役割を果たした作品である。
また史上初めてドルビー研究所が開発したドルビーノイズリダクションシステムを使用し、ステレオ録音された映画である。ただし、劇場公開用のフィルムはモノラルである。
1972年、『ゴッドファーザー』が公開されると、瞬く間にアメリカ国内で1億3000万ドル以上の興行収入を達成し、当時の記録を塗り替える爆発的ヒットとなった。同年度の第45回アカデミー賞では作品賞を獲得し、2年後に公開された続編の『ゴッドファーザー PART II』(1974年)もアカデミー作品賞を受賞したため、正編と続編でアカデミー作品賞を獲得した唯一の例となる。また本作は、一般視聴者から熱烈な支持を得るとともに、世界中の批評家や映画関係者たちからも絶賛されており、史上最も偉大で影響力のある映画の一つとみなされている。
同年、成人映画である『ディープ・スロート』が公開される。本作は約6億ドルという『ゴッドファーザー』の1/3を超える興行収入を記録したとされており、当時のポップカルチャーに社会現象を巻き起こした。
1975年、上記のパニック大作ブームの流れを経て、スティーヴン・スピルバーグ監督による『ジョーズ』が公開。ユニバーサル・ピクチャーズは本作のマーケティングに180万ドルを費やし、前例のない70万ドルを掛けた全国テレビのCMも行った。また大規模な公開と画期的な宣伝戦略が組み合ったことで当時において事実上前例のない配給が実現。最初の10日間で21,116,354ドルの収益を上げ、制作費を回収。わずか78日で、それまでの北米の興行収入の最高記録であった『ゴッドファーザー』の8600万ドルを抜き、アメリカにおける劇場公開で最初に1億ドル稼いだ作品となった。最終的に全世界4億7,200万ドルの興行収入を記録し、世界一となった。これによって『ジョーズ』は夏のブロックバスター映画の原型となり、映画史における分岐点となった。
1976年、『ロッキー』が公開。当時のハリウッドでは ハッピーエンドを否定する作品や、英雄を描かない作品が最盛を極めていたが、「個人の可能性」「アメリカン・ドリーム」への憧憬を再燃させ、本作と翌年の『スター・ウォーズ』の大ヒットにより、アメリカン・ニューシネマの終焉を決定的なものとした。
1977年、ジョージ・ルーカス監督の『スター・ウォーズ エピソード4/新たなる希望』が大ヒットし、1980年代まで続く世界的なSF映画ブームとなる。この作品以降、特殊効果（SFX、VFX）が映画の重要な要素として扱われるようになる。また同シリーズのキャラクター商品権によるビジネスで成功を収めたルーカスはその資金を映像・音響関係のデジタル化を中心とした技術開発に投資し、映画界に多大な功績を成している。1978年には『ジョーズ』の全米記録を抜いて、世界最高の興行収入を記録した。
1978年、アメリカでロバート・レッドフォードがサンダンス映画祭を始める。
1979年、SFブームの流れを汲むようにリドリー・スコット監督による『エイリアン』が大ヒット。シガニー・ウィーヴァー演じるリプリーという、新しい女性像（アクションの担い手としての役割を持った勇敢な女性キャラ）を生み出した先駆的な作品としても語らており、SFホラーの火付け役であると同時に、フェミニズム映画の金字塔ともされている。

### 1980年代

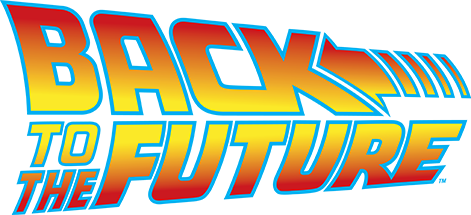
バック・トゥ・ザ・フューチャー（1985年）

1980年代はアメリカンニューシネマが完全に衰退したことで、様々なジャンルで娯楽作品が大量に増加した時代であった。
特に映画でCGの使用が大々的にアピールされるようになったのが1980年代からで、主な作品に『トロン』や『スタートレック2』（ともに1982年）、『スターファイター』（1984年）、『ナビゲイター』（1986年）、『アビス』（1989年）等がある。
また1950年代以来の二回目の3D映画ブームが起こり、主に『ジョーズ3』(1983年)や『13日の金曜日 PART3』(1982年)等が公開された。しかし、いずれも粗悪で映画自体の出来が悪いB級作品が多かったことから、一過性のブームで終わり定着せずに、3D映画は再び消滅することとなった。
そして1980年代には、シルヴェスター・スタローン、チャック・ノリス、アーノルド・シュワルツェネッガーなどを始めとする、いわゆる「肉体派アクション俳優」が本格的に台頭する。1980年代半ばにはアクション俳優の人気が全盛期を迎え、『ランボー』（1982年）や『地獄のヒーロー』（1984年）、『コマンドー』（1985年）などといった、「ワンマンアーミー」と呼ばれるスタイルの主人公が活躍するアクション映画も多数ヒットするようになった。こうしたワンマンアーミー映画の主人公は殆どダメージを受けずに1人で大勢の敵を倒すなど、現実離れした超人的かつ圧倒的な強さで描かれることが特徴として挙げられる。特に1985年の『ランボー/怒りの脱出』が世界中で大ヒットしたことで、『ランボー2』を安価にコピーした、機関銃を持った主人公の亜流B級映画が多数生まれた。また同時期にヒットしたアクション映画の中には、そうしたワンマンアーミー映画のカウンター的作品としてヒットした、『ターミネーター』（1984年）やブルース・ウィリス主演の『ダイ・ハード』(1988年)などがある。
一方で、1982年にシュワルツェネッガー主演の『コナン・ザ・グレート』が大ヒットすると、スパイ映画やSF映画の人気に押され、1960年代前半から衰退していたソード&サンダルやファンタジー映画のブームが1980年代に発生した。『コナン』をコピーした粗悪で安直なB級映画が大量に作られたほか、『ダーククリスタル』(1982年)『ネバーエンディング・ストーリー』(1984年)『レジェンド/光と闇の伝説』『レディホーク』(ともに1985年)『ラビリンス/魔王の迷宮』『ハイランダー 悪魔の戦士』(ともに1986年)『ウィロー』(1988年)等といった、多数のファンタジー映画が立て続けに公開され、幾つかの作品は高評価を得た。しかし、CG以前の当時の技術力ではファンタジー(剣と魔法)の表現に限界があったことや、粗悪なB級映画も多かったことから1990年代に突入すると飽きられ、再び衰退することとなった。
また、1981年にハリソン・フォード主演の『レイダース/失われたアーク《聖櫃》』が大ヒットすると、ソード&サンダルやファンタジー映画と同様に、衰退していた冒険映画の人気も復活。主に『ロマンシング・ストーン 秘宝の谷』(1984年)や『ロマンシング・アドベンチャー/キング・ソロモンの秘宝』(1985年)などが公開された。しかし、中には『グーニーズ』(1985年)のようにコアな人気を獲得した作品もあったものの、基本的には何れも『インディ』の二番煎じ感は否めず、こちらも一過性のブームで終わり、1990年代にかけて再び衰退していった。
その他、ビデオレンタルによってホラー映画の需要が増加。中でもジョン・カーペンターの『ハロウィン』（1978年）が当時最も稼いだインディペンデント映画となったことで、殺人鬼が若者を襲うというフォーマットを模倣したスラッシャー映画が人気を博す。『13日の金曜日』（1980年）、『エルム街の悪夢』（1984年）、『チャイルド・プレイ』（1988年）などが人気を博した。
また1977年公開の『サタデー・ナイト・フィーバー』のヒットを経て、『フラッシュダンス』（1983年）や『フットルース』（1984年）、『ダーティ・ダンシング』（1987年）など、青春ダンス映画が立て続けにヒットする。当時ミュージックビデオをひたすら流し続けるケーブルテレビ・チャンネルMTVが大流行しており、その中で映画の一部がミュージック・ビデオとして放送されたことがプロモーションに繋がり、ヒットの要因になったとされている。また、この時期から映画のサウンドトラックが爆発的に売れるようになり、これを機にMTVは映画界にとって重要なツールの1つとなった。
1980年、セクスプロイテーション映画であり、モキュメンタリー映画の先駆けでもある『食人族』が公開される。本作は、スナッフフィルムのように見せかけた宣伝方法などで注目を浴び、動物虐待、人肉食、強姦シーンが盛り込まれた映画でありながら、10億円近い配給収入を上げる大ヒットを記録した。
1982年、スティーヴン・スピルバーグ監督によるアメリカ映画『E.T.』が公開。約1,000万ドルという予算で製作されたが、公開後には北米で3億5,900万ドル、全世界で6億1,900万ドルの興行収入を記録し、『スター・ウォーズ』（1977年）を抜いて世界歴代興行収入歴代1位となった。日本でも『ジョーズ』（1975年）が保持していた日本記録を更新し、『もののけ姫』（1997年）に抜かれるまで日本最高配給収入記録を堅持していた。
同年には『ブレードランナー』が公開され、興行的には失敗したものの、後のSF作品に多大な影響を与え、現在では「サイバーパンク」の代表作と見なされている。
1983年、日本において長谷川和彦、相米慎二、黒沢清らによりディレクターズ・カンパニーが設立される。1960年代から1970年代におけるATGが果たしたのと同じ役割を担うことを目的としまた大きく期待されもしたが、ATGのように時流に乗ることができず大きな商業的成功を収めるには至らなかった。
1984年、『黄色い大地』公開。これの監督を務めたチェン・カイコー、撮影監督を務めた張芸謀を中心として、中国映画の第五世代が台頭。同時期に、台湾ニューシネマ運動の展開が開始。90年代にかけニューウェーブを感じさせる作品を次々と発表する。侯孝賢、揚徳昌が主な作家。
同年1984年、『ゴーストバスターズ』が社会現象となり、数十億ドル規模のマルチメディア・フランチャイズを立ち上げた。また興行収入は2億8220万ドルで、当時のコメディ映画史上最高の興行収入となった。
1985年、日本で「東京国際映画祭」が始まる。
1985年、『バック・トゥ・ザ・フューチャー』が大ヒットし、全米ではフューチャー現象なるものが巻き起こった。また主題歌であるヒューイ・ルイス&ザ・ニュースの「The Power of Love」は、世界的に大きな成功を収めた。現在では1980年代の最高傑作の一つ、SF映画の最高傑作の一つ、そして現代に置いて史上最高の映画の一つとされている。
1986年にはトム・クルーズ主演の『トップガン』が全米で大ブームとなり、トムの出世作となった。
同年、ベトナム戦争映画の傑作『プラトーン』が公開。ベトナム帰還兵であるオリバー・ストーンの実体験を基に作られており、初めて本物のベトナム戦争を忠実に再現した作品として、アメリカ国内だけで予算の20倍を超える1億3800万ドルの興行収入を記録。世界中で「プラトーン現象」と呼ばれる社会現象を巻き起こした。
1988年、『AKIRA』が公開される。製作期間3年、当時の日本のアニメーション映画としては破格の10億円の制作費をかけ、日本アニメの世界的ブームの火付け役となった作品。中でも映画冒頭の金田がバイクを横滑りさせて急停止させるシーンは、本作を象徴する場面の一つであり、様々な作品でオマージュされている。また、走るバイクのテールライトの光が尾を引くように残像を残して描いたり、複雑な形状の脳波の波形を3DCGアニメーションとセル画の背景合成で再現したりなどの斬新な演出も多数行われ、その後のアニメ作品に多大な影響を与えている。
1989年、日本で「山形国際ドキュメンタリー映画祭」が始まる。

### 1990年代

パルプ・フィクション（1994年）

これまで長編アニメにおいて低迷期を迎えていたディズニーであったが、1989年の『リトル・マーメイド』を始めとして、『ビアンカの大冒険 ゴールデン・イーグルを救え!』（1990）、『美女と野獣』（1991）、『アラジン』（1992）、『ライオン・キング』（1994）、『ポカホンタス (映画)』（1995）、『ノートルダムの鐘』（1996）、『ヘラクレス』（1997）、『ムーラン』（1998）、そして『ターザン』（1999）の10作品を制作・公開、多くの作品が高評価・好成績を挙げたことにより、この間の時代を指して「ディズニー・ルネサンス」と呼ばれるようになる。特に『美女と野獣』は、アニメ映画史上初のアカデミー賞作品賞にノミネートされた（第64回）作品となった。
1990年、マーティン・スコセッシ監督による『グッドフェローズ』が公開。本作は当時の時代背景やバックグラウンドを意識せず、既存の曲を挿入歌として取り入れる手法や、あえて時系列を前後させた構成。またスコセッシ自身は、本作の精神をドキュメンタリーだと語っており、マフィアの日常を淡々と描くことであえて登場人物に感情移入させない仕組みになっている。その斬新な演出で、これまでのギャング映画とは一線を画すスタイルを確立し、新たな可能性を提示した一本となった。
1991年、ジョディ・フォスターとアンソニー・ホプキンスが主演の『羊たちの沈黙』が、第64回アカデミー賞で主要5部門を受賞し、ホラー映画史上初のアカデミー作品賞という快挙を果たした。
同年公開の『ターミネーター2』では映画史上で初めて、映像の合成を全てデジタル処理で行い、本格的にCGが使用され注目を集める。本作品以降、映画でのCGの使用が一般的となり、本作品で使用されたモーフィング技術は一躍知名度を上げ、他作品でも多用された。
1993年、スティーヴン・スピルバーグ監督によるアメリカ映画『ジュラシック・パーク』が公開。映画におけるフォト・リアリスティックなコンピュータグラフィックスの使用として革新的で、ストップモーションアニメに取って代わり、その後の映画に大きな影響を与えた。また、自身の世界興行収入記録を塗り替える大ヒットとなった。
1993年、日本で初めてシネマコンプレックスがオープンする。
1994年、クエンティン・タランティーノ監督の『パルプ・フィクション』が公開。本作は、4つのストーリーが順序の異なる時間軸を入れ替えながら交わる、当時としては珍しい手法で構成されている事で高い芸術的評価を受けた。
同年には『フォレスト・ガンプ/一期一会』が公開される。ILMが担当したVFXにて、主演のトム・ハンクスをジョン・レノンやジョン・F・ケネディ、リチャード・ニクソンといった故人と共演させたことで話題になる。
なお上記を見ても分かる通り、1994年は「ハリウッド映画史上最も豊作な年」と言われており、同年には『ショーシャンクの空に』が公開されるも、公開当時は『フォレスト・ガンプ』や『パルプ・フィクション』、『ライオン・キング』、『スピード』、『レオン』、『トゥルーライズ』などの人気作や大作の影に埋もれて知名度が低かった。しかし、批評家達から高い評価を受け、その後のVHSの販売やレンタルビデオ、テレビ放送によって徐々に人気を獲得し、現在では最も評価の高い映画のひとつとなっている。
1995年、世界初の長編フルCGアニメーション『トイ・ストーリー』が公開。アメリカのディズニーとピクサーの共同製作による。
同年、デンマークでラース・フォン・トリアーらによるドグマ95と呼ばれる映画運動が始まる。現在でも続いている。
1997年、日本にて宮崎駿監督のアニメ映画『もののけ姫』が公開され、興行収入193億円を記録し、当時の日本映画の興行記録を塗り替えた。
1990年代後半に入るとCGの大幅な進歩により、迫力のある災害シーンを描くことが可能になったため、衰退していたパニック映画が再び制作されるようになった。特に1996年公開の『インデペンデンス・デイ』と『ツイスター』が共に大ヒットし、その後も『ダンテズ・ピーク』『ボルケーノ』(ともに1997年)『フラッド』『アルマゲドン』『ディープインパクト』『GODZILLA』(何れも1998年)『ディープ・ブルー』(1999年)などのパニック映画が立て続けに公開され、1990年代後半にはパニック映画が1970年代以来の第二次ブーム状態となった。
中でも、1997年に公開されたジェームズ・キャメロン監督の『タイタニック』が、全世界で18億3500万ドルを超える大ヒット。史上初めて10億ドルを突破した作品となり、映画史上最高の世界興行収入を記録したことで、ギネスブックに登録される。また、第70回アカデミー賞では最多14部門にノミネートされ、作品賞を始めとする最多11部門を受賞した。
1998年、スティーヴン・スピルバーグ監督による『プライベート・ライアン』が公開。冒頭20分に渡る「ノルマンディー上陸作戦」のシーンが高い評価を受け、後に“戦争映画の歴史はプライベート・ライアン以前・以後に分かれる”と言われるほど、戦争描写に革新をもたらした。
1999年、キアヌ・リーブス主演のSFアクション映画『マトリックス』シリーズ1作目が公開される。従来のCGにはない、ワイヤーアクションやバレットタイムなどのVFXを融合した斬新な映像表現は「映像革命」として話題となった。また翌年に公開された『グリーン・デスティニー』（2000年）や、翌々年公開の『少林サッカー』(2001年)でも、このワイヤーアクションが効果的に使われた。ワイヤーアクションは元々、香港などの中華圏で制作される武俠映画やカンフー映画で盛んに使われていたもので、それを取り入れた『マトリックス』の大ヒットにより、世界中でワイヤーアクション技術が使われる端緒となった。

### 2000年代

ロード・オブ・ザ・リング/王の帰還（2003年）

2000年代に入ると、HD24P方式のデジタル・ビデオカメラによるデジタルシネマの動向が活発化した。CGの活用による映画のデジタル化は進んでいたが、フィルムとビデオとの基本的な表示方式の違い（フィルムは24コマ/秒・ノン・インターレースで、ビデオは30コマ/秒のインターレース）によりテレシネという加工段階を経なければならず、これが大きな足枷になっていた。しかし、HD24Pはフィルムと同じ形式での記録が可能であるためテレシネ加工が不要で、ダイレクトにデジタル加工が可能という画期的な商品だった。『スター・ウォーズ エピソード2/クローンの攻撃』（2002年）で利用され実用性が実証された後に採用が相次いでおり、デジタルビデオカメラによる撮影・制作への移行が進んだ。
中でも2000年公開の『オー・ブラザー!』では、カラリストによって史上初めて全編デジタルカラーコレクション（映像の色彩を補正する作業）の技術が駆使された映画となり、2004年に公開された『スカイキャプテン ワールド・オブ・トゥモロー』は、世界で初めて全編デジタルバックグラウンド（背景がすべてCGのデジタル合成）で撮影された映画となった。
一方で2000年代中盤以降になると、家庭でもハイビジョンテレビ、液晶ディスプレイ、Blu-ray、HDMIなどで高解像度・HD化が急速に進み、従来の解像度の限界を超えることが必要になってきた。
またコンピュータグラフィックス(CG)技術の大幅な発展により、『X-メン』（2000年）や『スパイダーマン』（2002年）、『トランスフォーマー』（2007年）、『パイレーツ・オブ・カリビアン/呪われた海賊たち』（2003年）等といった、以前であれば映像化が難しかった世界観の作品や、漫画やアニメが原作の超大作シリーズが数多く作られ、何れの作品も大ヒットを記録する。
2000年公開の『グラディエーター』と、翌年公開の『ロード・オブ・ザ・リング』が大ヒットしたことで、1990年代以降衰退していたソード&サンダル映画とファンタジー映画の人気が復活。『トロイ』（2004年）や『エラゴン 遺志を継ぐ者』（2006年）『300 〈スリーハンドレッド〉』（2007年）等が公開された。CGの大幅な発展と普及で、ファンタジー表現に対しての限界が事実上無くなったことも、ブームの理由の一つであるといえる。
中でも『ロード・オブ・ザ・リング/王の帰還』（2003年）は、全世界興行収入が『タイタニック』（1997年）以来史上2例目となる10億ドル超えを達成した作品となり、第76回アカデミー賞では『ベン・ハー』（1959年）と『タイタニック』に並ぶ史上最多11部門の受賞を果たす。これによって『ロード・オブ・ザ・リング』三部作は、『スター・ウォーズ』オリジナル三部作、『ゴッドファーザー』三部作を超えて、世界で最も商業的に成功した三部作となった。
同時期には、J・K・ローリングのファンタジー小説を映画化した『ハリー・ポッターと賢者の石』（2001年）を筆頭とした、『ハリー・ポッター』シリーズ（魔法ワールド）が、長きに渡り世界的な大ヒットを記録。その『ハリー・ポッター』シリーズを中心に、児童文学原作の映画がブームとなり、『ナルニア国物語』(2006年)や『ライラの冒険 黄金の羅針盤』(2007年)等が公開されたが、『ハリー・ポッター』程の成功には至らなかった。
またファンタジー映画がヒットした一方で、『シティ・オブ・ゴッド』（2002年）や『ホテル・ルワンダ』（2004年）、『ミュンヘン』（2005年）、『ユナイテッド93』（2006年）等といった実話を基にした社会派系作品や、『ナイロビの蜂』（2004年）や『ロード・オブ・ウォー』（2005年）、『ブラッド・ダイヤモンド』（2006年）などといった、実際の社会問題や国際問題等を題材とした作品が2000年代には流行し、何れの作品も高い評価を受けた。流行した理由としては、アメリカ同時多発テロ事件やイラク戦争などの影響によって、アメリカ国内で社会問題に関して敏感になったことが挙げられる。
2001年には、宮崎駿監督でスタジオジブリ作品の『千と千尋の神隠し』が公開され、興行収入は300億円を超え、当時の日本歴代興行収入第1位を達成した。翌年には、第52回ベルリン国際映画祭のコンペティション部門に出品され、最優秀作品賞である金熊賞を受賞した。世界三大映画祭で長編アニメーションが最高賞を獲得するのは史上初の快挙であった。
同年、『ムーラン・ルージュ』が公開。クラシックや古典ミュージカルから最新ヒットポップスまで、既存曲をリミックスしたミュージカルナンバーとしてヒットを博す。翌年には『シカゴ』が公開され、第75回アカデミー賞で作品賞を初めとする6部門受賞。ミュージカル映画はヒットしない状況が続いていたなかで、そのジンクスを覆す人気を獲得する。その後、ブロードウェイのヒット作を映画化する形で、再びミュージカル映画がブームとなる。
2002年、マイケル・ムーア監督の『ボウリング・フォー・コロンバイン』が異例のヒットを記録し、ドキュメンタリー映画が新たな商業ジャンルとして注目を集める。『華氏911』や『スーパーサイズ・ミー』(ともに2004年)のような突撃取材ものや、『ディープ・ブルー』（2003年）
や『皇帝ペンギン』（2005年）、『アース』（2007年）のようなネイチャードキュメンタリー、その他には『不都合な真実』（2006年）などの幅広い作品が生まれた。
同年、『トレジャー・プラネット』が公開。初公開時にIMAX上映が行われた最初の映画となった。実写映画としては、翌年の『マトリックス リローデッド』と『マトリックス レボリューションズ』が初めてとなった。
2005年には、これまでのハリウッド映画界ではタブーとされていた同性愛をテーマにした作品『ブロークバック・マウンテン』が公開され、話題を呼ぶ。監督のアン・リー自身は、この映画を「普遍的なラブストーリー」と強調しており、そのテーマは観客に広く受け入れられ、人気を博す。
2006年に公開された『パイレーツ・オブ・カリビアン/デッドマンズ・チェスト』は史上最速での1億ドル、2億ドル、3億ドルを突破し、史上最速での世界興行収入10億ドル突破し、多くの世界記録を打ち立てた。
2008年、バットマンを題材としたクリストファー・ノーラン監督の『ダークナイト』が公開。前作『バットマン ビギンズ』に続く「ダークナイト・トリロジー」の第2作目であったが、公開時は『タイタニック』に次ぐ、全米興行収入歴代2位を記録した。その年に亡くなったジョーカー役のヒース・レジャーは世界的に評価され数々の映画賞をそうなめにした。また本作は冒頭の6分間を含め、6つの大きなアクションシーンで65mmフィルムのIMAXカメラを使用。初めてIMAXカメラを使って撮影されたハリウッド大作となった。現在でもアメコミ史上最高の映画と言われている。
2009年頃からは、立体映画が1980年代以来の三回目のブームとなった。ハリウッドが多くの立体映画を製作し、また既存の作品を3Dに変換して立体映画として再上映する場合もある。中でもジェームズ・キャメロン監督の『アバター』が、3D映像による劇場公開が大きく取り上げられ、世界興行収入は自身の持つ『タイタニック』の記録を大幅に上回る27億8800万ドルを記録した。
邦画では、2003年に『踊る大捜査線 THE MOVIE 2 レインボーブリッジを封鎖せよ!』が、国内興行収入173.5億円を記録する大ヒットとなった。これは2023年現在においても、実写邦画の歴代興行収入1位の記録である。
また、1998年公開の『リング』が世界的にヒットし、その後も『呪怨』(2003年)や『着信アリ』(2004年)等も成功したことで、所謂「Jホラー」ブームが世界中で巻き起こった。その勢いのまま、ハリウッドでリメイク版である『ザ・リング』(2002年)や『THE JUON/呪怨』(2004年)も制作され、こちらも一定の成功を収めた。

### 2010年代

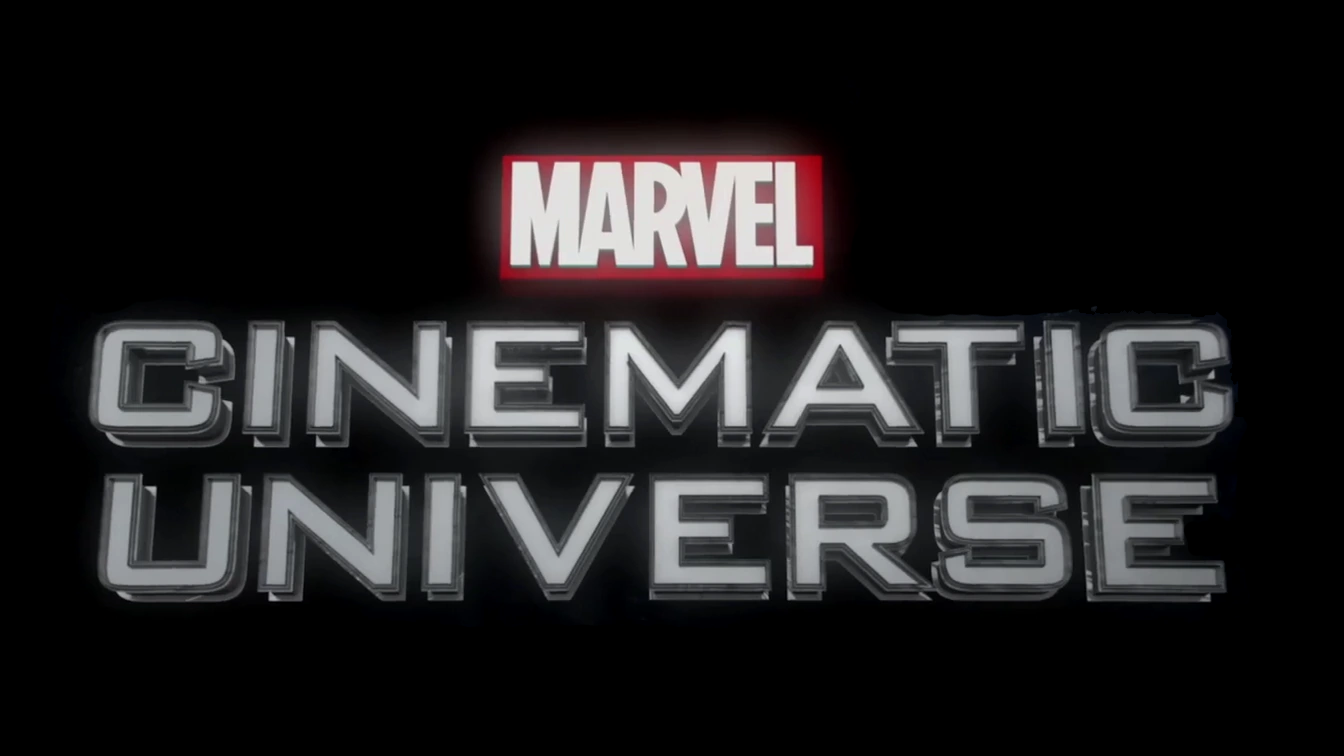
マーベル・シネマティック・ユニバースのインタータイトル

2008年公開の『アイアンマン』のヒットを経て、様々なマーベル・コミックの実写映画を、同一の世界観のクロスオーバー作品として扱う『マーベル・シネマティック・ユニバース』（MCU）シリーズが台頭を見せる。世界で最も大きな興行的成功を収めている映画シリーズとして、2位の『スター・ウォーズ』シリーズに大差をつけて、世界歴代1位の興行収入を記録。2019年には、シリーズ22作目となる『アベンジャーズ/エンドゲーム』が、『アバター』（2009年）の記録を抜き、当時の史上最高記録を塗り替えた。また、マーベル・シネマティック・ユニバースのヒットに倣って、『DCエクステンデッド・ユニバース』や『モンスターバース』といったシリーズ作品のメディア・フランチャイズ及びシェアード・ユニバース化が流行した。
2008年公開の『トワイライト〜初恋〜』が世界的に大ヒットすると、ヤングアダルト小説原作の映画が、2010年代前半から中盤にかけて一大ブームとなった。その『トワイライト』の続編や『ハンガーゲーム』(2012年)、『ダイバージェント』や『メイズ・ランナー』(ともに2014年)等も同じく世界的な大ヒットを記録したが、日本では何れの作品もほとんどヒットしなかった。2000年代の『ハリー・ポッター』シリーズが日本でも大ヒットを記録し、他の児童文学原作の映画も、それなりにヒットしていたのとは対照的であるといえる。
2010年、Facebookを創設したマーク・ザッカーバーグらを描いた映画『ソーシャル・ネットワーク』が公開。当時まだ珍しかった4K解像度カメラのレッド・ワンを使用、映画冒頭のマークとエリカの会話シーンでは99テイクもの撮影が行われるなど、挑戦的な撮影方法が話題となり、様々な批評家や観客に大絶賛された。その評価の高さからは「21世紀の『市民ケーン』」とまで評された。
2013年(日本では2014年)にはディズニーから、CGアニメ映画の『アナと雪の女王』が公開される。本作はアメリカ映画としては『アバター』(2009年)以来の大ヒット作となり、各国でアニメ映画の動員記録を塗り替え、世界的に社会現象となった。
同年、『ゼロ・グラビティ』が公開。巨大な回転装置やモーションコントロールロボット、壁一面がLEDに囲まれた「ライトボックス」と呼ばれる特殊装置を発明するなどして、宇宙空間における無重力表現を忠実に再現したことで、3D映画の新たな可能性を示したと称された。また本作以降、『ダンケルク』や『1917 命をかけた伝令』などリアルな臨場感や没入感を演出し、その場にいるような迫力を味わうことができる「体験型映画」という言葉が生まれた。
2010年代半ばから、映画やテレビ番組のオンラインストリーミングを提供する、サブスクリプション方式の定額制動画配信サービスが始まり、「Netflix」や「Amazonプライム・ビデオ」は独自の映画製作にも力を入れる。中でもNetflixの作品『ROMA/ローマ』(2018年)は、モノクロの小規模映画でありながら、6Kカメラのアレクサ65で撮られた65mmの美しい映像が、家庭のテレビで4K解像度で視聴できることが話題となった。
また、映画館でも新たな映画体験が用いられ、通常の映画で使用されるフィルムよりも大きなサイズの映像を記録・上映出来るIMAXや、映画の映像・音声に合わせて座席稼働や環境効果が体感できる4DXなどが広く知られるようになった。
2015年、前作『マッドマックス/サンダードーム』(1985年)以来、27年ぶりに製作された『マッドマックス』シリーズの第4作『マッドマックス 怒りのデス・ロード』が公開。本作は、2010年代を代表するアクション映画として大きな話題を呼び、この年最も評価された映画のひとつとなった。
第88回アカデミー賞のノミネーションにおいて、演技部門での候補者20名が2年連続白人で占められていたことから、｢Oscars So White(白すぎるオスカー)｣と呼ばれるハッシュタグがTwitterでトレンド入りするなど、ハリウッド内の人種多様性の欠如が世界的に大きな波紋を呼んだ。
2016年、新海誠監督のアニメ映画『君の名は。』が公開され、それがSNSや口コミで話題となり、日本国内の興行収入は瞬く間に250.3億円を記録。当時の日本における歴代興行収入ランキングでは日本映画として『千と千尋の神隠し』(2001年)に次ぐ第2位となった。
同年、ミュージカル映画『ラ・ラ・ランド』が公開。往年のミュージカルへのオマージュが話題を呼び、第74回ゴールデングローブ賞ではノミネートされた7部門すべてを獲得し、歴代史上最多受賞を記録する。第70回英国アカデミー賞では11部門でノミネートを受け、6部門を受賞。第89回アカデミー賞では『タイタニック』（1997年）、『イヴの総て』（1950年）に並ぶ史上最多14ノミネート（13部門）を記録した。またカメラを水平、もしくは垂直に高速で動かして映像をぼやけさせる撮影技法「高速パン」（一般にはウィップ・パンと呼ばれる）が効果的に使用されたことで、この撮影技法はデイミアン・チャゼルの代名詞となった。
2017年10月5日、ニューヨーク・タイムズの記者が、映画プロデューサーのハーヴェイ・ワインスタインによる数十年に及ぶセクシャルハラスメントを告発する記事を発表。のちにワインスタイン効果と呼ばれるほどの大反響があり、この影響がセクシャルハラスメントや性暴力の経験を共有することを奨励するMeToo運動や被害の撲滅を訴えるTime's Up運動を引き起こした。そうした情勢を反映し、以降『スリー・ビルボード』（2017年）や『スキャンダル』（2019年）『アシスタント』（2020年）『プロミシング・ヤング・ウーマン』（2020年）『最後の決闘裁判』（2021年）『ウーマン・トーキング 私たちの選択』（2022年）など、「怒れる女性」や「有害な男らしさ」を描いた作品群が多く作られるようになる。
また第90回アカデミー賞では、女優のフランシス・マクドーマンドが自身の受賞スピーチにて「インクルージョン・ライダー」という言葉を発し、キャストやスタッフの多様性を確保するよう求めるハリウッドの新しい条項が誕生した。
2018年、『スパイダーマン』の映画としては初となるアニメ作品『スパイダーマン:スパイダーバース』が公開。コミックのようなルックを実現するため、映像はCGでレンダリングされたのち手書きで仕上げを施すという手法がとられた。本作で開発されたアニメーションのプロセスおよび技術は2018年12月、米国特許商標庁に特許申請されている。
2019年3月、『タイタニック』や『スターウォーズ』の制作を勤めた21世紀フォックスがディズニーに買収される。
同年10月バットマンの悪役を題材にした作品『ジョーカー』が、R指定作品として史上初めて10億ドルを突破する。また、ロケ地となったニューヨーク・ブロンクス地区にある階段が観光名所となった。
同年、ポン・ジュノ監督の『パラサイト 半地下の家族』が第72回カンヌ国際映画祭で韓国映画初となるパルム・ドールの受賞を果たした。第92回アカデミー賞では、史上初の外国語映画の作品賞受賞であり、アカデミー作品賞とカンヌの最高賞を同時に受賞した作品は『マーティ』（1955年）以来、65年ぶりとなった。日本ではパラサイト旋風と呼ばれた。

### 2020年代
2020年、社会現象となっていたテレビアニメ『鬼滅の刃』の劇場版アニメとして『劇場版 鬼滅の刃 無限列車編』が公開される。新型コロナウイルスの世界的流行下において、歴代最速で興行収入100億円に達成。公開から73日目となる12月27日には観客動員数2404万人、興行収入324億円を突破し、『千と千尋の神隠し』を超えて日本歴代興行収入1位を達成。さらには2020年公開映画の年間興行収入世界1位も記録した。
2021年3月12日、『アバター』が中国で大規模再上映され、『アベンジャーズ/エンドゲーム』との782万ドルの差を上回り、再び世界歴代興行収入1位の座に返り咲いた。
同年、新型コロナウイルスが猛威を振るう中、『スパイダーマン:ノー・ウェイ・ホーム』が世界興行収入19億ドルという大ヒット。コロナ禍で初めて10億ドルを突破した作品となり、世界的に社会現象になった。
同年5月には、前作から36年ぶりの続編となる『トップガン マーヴェリック』が公開。コロナ禍により様々な大作映画が配信へ送られるなか、主演兼製作のトム・クルーズは本作の劇場公開に強くこだわっており、何度も公開延期を繰り返し、最終的には『スパイダーマン:ノー・ウェイ・ホーム』に次いで、コロナ禍二度目となる10億ドルを突破した。また中高年層の客足を取り戻したきっかけともされており、劇場文化復活の記念碑的作品と言われている。
また12月には『アバター:ウェイ・オブ・ウォーター』が公開。コロナ禍で初めての20億ドルを記録し、『タイタニック』を抜いて世界興行収入歴代3位を記録した。
同時期にはIMAXでの世界累計興行収入が1兆2000億円を突破した。
2023年、『エブリシング・エブリウェア・オール・アット・ワンス』が全米映画俳優組合賞にて歴代最多の4部門を制覇。同年のアカデミー賞でも作品賞を含む7部門を受賞するなど記録的な勝利となった。また演技賞を3つ獲得し、作品賞を受賞した映画は本作が史上初。アジア人俳優の主演女優賞や、SF映画、カンフー映画の受賞も初である。
同年7月、グレタ・ガーウィグの『バービー』とクリストファー・ノーランの『オッペンハイマー』が同時公開され、対照的な2作を一緒に鑑賞する者が多いと報じられており、インターネット上では両方の映画のタイトルを合わせた「バーベンハイマー（Barbenheimer）」という造語（インターネット・ミーム）も誕生し、社会現象となった。。
また『バービー』は、『ハリー・ポッターと死の秘宝 PART2』の全世界興行収入を抜いて、ワーナー・ブラザース配給作品で歴代最高記録を更新。女性監督が単独で手がけた作品の興行収入でも、初の10億ドルを達成し、パティ・ジェンキンスの『ワンダーウーマン』を抜いて歴代1位となった。
一方の『オッペンハイマー』も、世界興行収入が9億ドルを突破し、『ボヘミアン・ラプソディ』を抜いて、伝記映画として歴代最高の興行収入となった。R指定を受けた映画としては『ジョーカー』（2019年）に次ぐ興行収入を上げた。また第96回アカデミー賞では、作品賞を含む最多7部門を受賞。これらの影響力からもBBCが用いるなどして、映画産業の興行収入を分析する文脈で定着した用語となった。
2025年、ライアン・クーグラーによるヴァンパイア・ホラー『罪人たち』が、週末3日間でオープニング興行収入4,560万ドルを記録し、オリジナル映画としては過去10年間で米国内最大のオープニング成績を記録。また、映画館の出口調査に基づくCinemaScoreではA評価を獲得し、ホラー映画がA評価となるのは同サービス史上初めての出来事となった。これにより、「この10年間で最も高く評価されたオリジナル映画」と評された。
クリストファー・ノーランによる『オデュッセイア』は、映画史上初めて全編IMAXフィルムカメラで撮影された作品となった。新開発されたIMAXフィルムカメラでは30%の静音化と大幅な軽量化、処理効率の向上が実現した。また、IMAX 70mmフィルムシアターの一部上映回のみ、前売りチケットが2025年7月17日に発売された。公開の1年前に前売りチケットを発売するのはハリウッドのスタジオとしては初めての試みである。